# Лепа Брена
Фахрета Яхич, у шлюбі Живоїнович (сербохорв. Јахић-Живојиновић / Fahreta Jahić-Živojinović, 20 жовтня 1960, Тузла), відома як Лепа Брена (сербохорв. Лепа Брена / Lepa Brena) — югославська і боснійська співачка, акторка, продюсерка, модель. Найпопулярніша співачка Боснії та Герцеговини й країн колишньої Югославії. В світі продано понад 40 мільйонів екземплярів її альбомів).

## Біографія

### Ранні роки
Фахрета Яхич народилася 20 жовтня 1960 року в місті Тузла (тоді Соціалістична Республіка Боснія і Герцеговина в складі Югославії), дитинство провела в місті Брчко. Третя дитина в сім'ї Абіда та Іфети Яхич. Батько за професією був лікарем, а мати швачкою. У Фахрети є також сестра Факета і брат Фарук. Сім'я жила в скромній двокімнатній квартирі, однак сама Лепа Брена стверджує, що не відчувала браку ні в чому, коли була дитиною.
В дитинстві батьки виявили у неї дар до співу. Першу пісню Фахрета почула на грамофоні, а потім виконувала її часто перед сім'єю. У п'ятому класі виступала на фестивалі «Юні будівельники» з піснею «Зіграй ще, друже мій» (серб. Sviraj jos prijatelju moj), де посіла перше місце. Закінчила середню школу імені Заіма Мушановича з відзнакою. Крім того, вона захоплювалася баскетболом, граючи в команді «Інтерплет» міста Брчко (зріст Фахрети тоді становив 176 см). Саме там учитель фізкультури і подарував їй прізвисько «Брена», завдяки якому незабаром і з'явився псевдонім. Повний сценічний псевдонім у Фахрети з'явився завдяки югославським ведучому Миловану Ілич, який став її називати «Лепа» (укр. Красива).
Пізніше Фахрета твердо вирішила зайнятися кар'єрою співачки. Після успіху на конкурсі її запросили до групи Yudexi на прослуховування. Часу з сім'єю вона проводила не так багато, оскільки часто відвідувала будинок культури, займалася танцями і брала участь в конкурсі. Фахрета мріяла виконувати улюблені глядачами пісні, проте вдома виконувала тільки севдалінки, які дуже подобалися її матері. У 1979 році Брена переїхала до Белграду і вступила до факультету природничих наук Белградського університету за спеціальністю «Туризм».

### «Ліра шоу»
Незабаром брат Фахрети пішов до середньої школи, а її сестра не могла знайти роботу. Половину зарплати батька доводилося відправляти до Белграду, а другу половину витрачали на всю сім'ю. Після року навчання вона пішла з університету і поїхала до Брчко, де почала підробляти співачкою за винагороду, ставши постійним відвідувачем танців і свят та прославившись на все місто. У Брчко на початку 1980-х виступав колектив «Ліра шоу» разом з Сашком Поповичем. Коли їх вокалістка Спаса пішла з групи через весілля, вони подали оголошення на пошук нової вокалістки.
У Брчко група дізналася про рок-співачку, яка виступала в будинку культури імені Васи Пелагіча — Фахрете Яхич. Вона здалася музикантам дуже дивною і навіть смішною після її слів: «Загалом, я не співаю народні пісні, але буду вчитися». Хоча група погодилася прийняти Фахрету до свого складу, батьки заперечували проти такого рішення: батько не хотів, щоб його дочка була співачкою в Кафані, однак та заявила, що піде туди навіть проти волі батьків. Після цього батько і мати змінили своє рішення і дозволили дочці співати в групі. 5 квітня Яхич вирушила на поїзді до Бачку-Паланку, де на наступний день дала концерт.
6 травня 1980 Брена з'явилася в готелі «Турист» з групою і дала там концерт. Після численних подорожей по Сербії і дворічної роботи в 1982 році «Ліра шоу» стала працювати в готелі «Парк» в Новому Саді. Здебільшого група була популярна завдяки пісням, а ось Брено часто діставалася порція критики через прровокаційний зовнішній вигляд і мізерність одягу. Її зразками для наслідування були поп-зірки та діячі сексуальної революції, і в підсумку Брена сама стала собі створювати одяг — вона сама робила малюнки своїх костюмів і відправляла їх матері. Хоча Іфета протестувала проти такого зовнішнього вигляду доньки, проти її волі вона не могла піти. Іншою проблемою було повнота Фахрети, за що її теж критикували, проте в 1982 році в інтерв'ю вона сказала, що не збирається дослухатися до чужих думок і буде одягатися за своїм бажанням. За її словами, Лайза Мінеллі виступала у фільмі «Кабаре» в шортах і підтяжках, коли їй було вже 45 років, і наслідувати помилкової моралі Лепа Брена не збирається.

### «Slatki greh»
Восени 1981 року Лепа Брена дала концерт в белградському готелі «Таш», де і почався її шлях до слави. Директор готелю, колишній баскетболіст Володимир Цветкович став першим продюсером співачки, зустрівшись з Мілутіном Поповичем-Захаром і зумівши записати на платівку десять пісень (під лейбом PGP-RTB). У тому ж році «Ліра шоу» була перейменована в «Slatki greh». На альбомі під назвою «Čačak, Čačak» деякі пісні дозволили Лепі Брено потрапити до хіт-параду. Однак через неприйнятного зовнішнього вигляду Йован Рістіч вирізав виступ Лепи Брено з концерту і надав її Миловану «Мінімаксу» Ілічу, який в своєму шоу «Pretežno vedro» і додав епітет «Лепа» до псевдоніму Фахрети. Так Фахрета познайомилася з кінематографом, з'явившись у фільмі «Жорстка шкіра» (серб. Tesna koža).
У 1983 році у співпраці з Захаром Лепа Брена випустила свій другий альбом. Пісні «Mile voli disko», «Duge noge» та «Dama iz Londona» стали мега-хітами. У тому ж році Лепа Брена взяла участь у відборі на Євробаченні з піснею «Sitnije, Cile, sitnije». Пісня стала популярнішою за рік, хоча в підсумку Лепа не зуміла здобути перемогу. У тому ж році вона зустрілася з Раком Джокич, директором «Estrada Kikinda», який незабаром став її новим продюсером. Він взяв на себе повну турботу про кар'єру Лепи Брено, а незабаром після цього вона організувала перше турне по Югославії. В ході цього турне її група дала 17 концертів в белградському Сава-центрі. На стадіоні мостарского «Вележ» на концерт зібралися близько 30 тисяч осіб. Альбом «Bato, bato» незабаром був випущений в 1984 році, і група отримала новий імідж, який відрізнявся від стилю Поповича. У народі Лепу Брено стали називати «кафанской дівчинкою», яка стала виконувати вже поп-музику з більш відвертими і провокаційними текстами і тим самим завоювала народну популярність.
У тому ж році Рака Джокич зібрав колектив діячів кінематографу на чолі з режисером Мічей Мілошевичем і письменником Сініша Павичем. Разом вони зняли комедію «Немає проблем» (серб. Nema problema) з метою розкрутки Брено та «Slatki greh». Фільм завоював популярність в країні і отримав своєрідний югославський «Оскар популярності». Поряд з цим Лепа Брена налагодила контакти з Мирославом Ілічем, який записав платівку «Jedan dan života» з піснею «Živela Jugoslavija». У сараєвскій «Скендер» вона дала великий концерт у тому ж році, а вершиною її кар'єри в 1984 році стали виступ на церемонії відкриття зимової Олімпіади в Сараєво та перші гастролі в Європі, США, Канаді та Австралії — в Сіднеї на концерт Лепи Брено зібралися 12 тисяч людей.
У 1985 році Брена випустила четвертий альбом «Pile moje», організувавши великий югославський концертний тур протягом декількох місяців. У Румунії вона дала концерт на стадіоні Дана Пелтінішану в присутності 60 тисяч осіб (рекорд повторився 15 червня 2012). У тому ж році Лепа Брена повторно брала участь у відборі на Євробаченні, але і в цього разу їй не вдалося перемогти. Навесні вона випустила п'ятий альбом «Voli me, voli». У тому ж році поп-рок група «Alisa» записала з нею пісню «Posle devet godina», відому як «Hej hej dečače».

### Давай закохаємось
До кінця 1986 року Брена стала найпопулярнішою співачкою країни і фактичним секс-символом. Рака Бокич запланував до наступного альбому зняти фільм з Лепою Брено в головній ролі. У 1987 році вийшов фільм «Давай закохаємось» (серб. Hajde da se volimo) з однойменним альбомом. Успіх був неймовірним — в фільмі знімалися зірки кінематографа Драгомир Бояничах, Мілутін Караджич, Велимир Жівонович, Мілан Штрлич і інші, після чого вийшли ще два сиквела до фільму «Давай закохаємось 2» та «Давай закохаємось 3», супроводжувані альбомами Četiri godine та Boli me uvo za sve. Хітами стали пісні: Hajde da se volimo, Golube, On ne voli me, Udri Mujo, Biseru beli, Ja pripadam samo tebi, Poželi sreću drugima, Jablane i Čik pogodi. В кінці 1980-х і початку 1990-х Лепа Брена давала понад 350 концертів на рік (в тому числі по два концерти на день). У 1990 році в Белградському центрі «Сава» був дан концерт тривалістю в 17 днів, а в Болгарії на стадіоні «Васил Левскі» зібралися 90 тисяч людей. На сцені тоді з'явився вертоліт — подібний трюк Лепа Брена повторила в кінці 2011 року.

### Сольна кар'єра

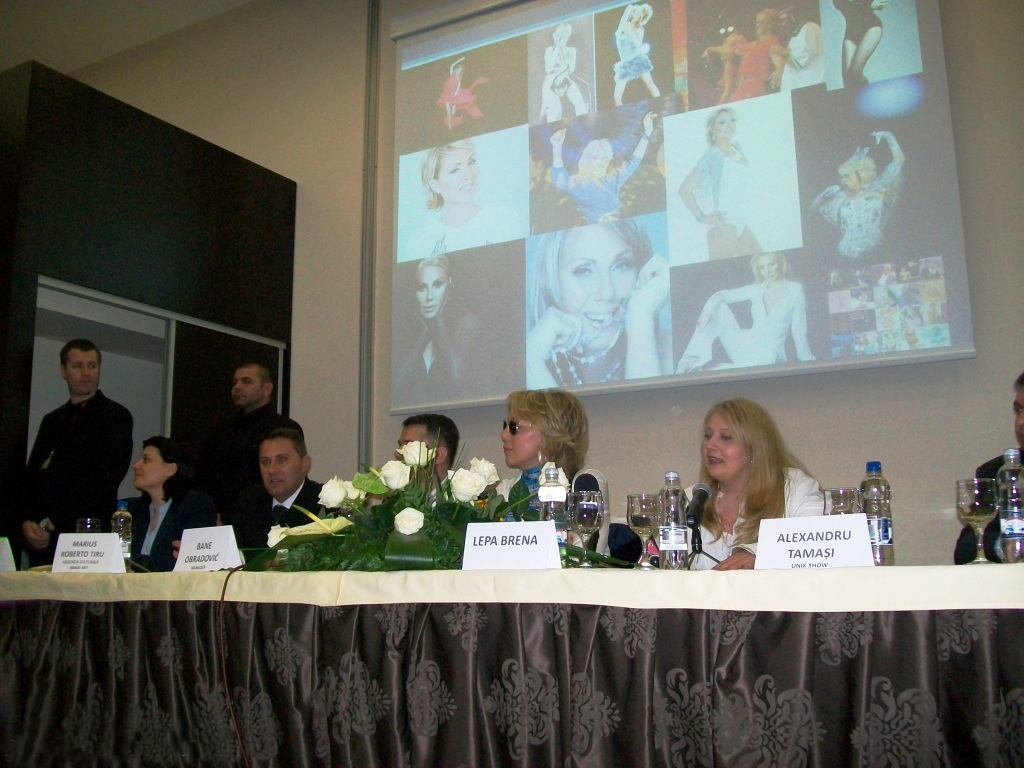
Лепа Брена на пресс-конференції в Румунії (2012)

У 1991 році Льопа Брена записала другий і останній альбом з колективом «Slatki greh» під ім'ям «Zaljubiška». У ЗМІ альбом не висвітлювався через те, що в листопаді 1992 року Фахрета, катаючись на лижах, зламала ногу (лікування її тривало близько півроку). Незабаром вона зайнялася сольною кар'єрою, яка починалася дуже важко: 30 жовтень 1993 помер її продюсер Рака Джокич, що стало важким випробуванням для Лепи Брено. У 1994 році після трирічної перерви Брена випустила свій перший сольний альбом «Ja nemam drugi dom», давши концерт на стадіоні Ташмайдан в присутності 35 тисяч чоловік, відомий як «Концерт під дощем». У 1995 році був записаний альбом «Kazna božija», що супроводжувався турне по Македонії. У 1996 році вийшов ще один альбом «Luda za tobom», а в 2000 році вийшов 12-й альбом групи «Slatki greh» під ім'ям «Pomračenje sunca», після якого Лепа Брена завершила з ним своє співробітництво.
У 2004 році Лепа Брена випустила збірку «The Best Of Lepa Brena» з 42 найкращими піснями, а через 4 роки вийшов новий альбом «Uđi slobodno» з 10 новими піснями (в хіт-парад потрапили «Pazi kome zavidiš» і " Kuća laži "). У 2009 році нею було організовано балканське турне, а в 2011 році вийшов ще один альбом «Začarani krug». 20 жовтня 2011 Лепа Брена в свій день народження дала концерт на Белградській арені, прибувши туди на вертольоті і виступивши на шоу «Operacija Trijumf».
У 2012 році Лепа Брена приступила до запису чергового альбому «Izvorne i novokomponovane narodne pesme», де були зібрані старовинні пісні балканських слов'ян (в тому числі боснійські, сербські і македонські), а також кілька популярних в 1970-і роки пісень. В продаж альбом надійшов у грудні 2013 года. Лепа Брена присвятила альбом своєї матері Іфеті, яка часто співала народні пісні маленькій дочці. Через місяць після виходу альбому в світ Брена представила ще дві пісні: «Ljubav čuvam za kraj» (28 грудня 2013) та «Zaljubljeni veruju u sve» (12 січня 2014 року). Автором текстів став Харі Варешанович.
19 грудня 2013 Лепа Брена разом з такими зірками балканської естради, як Драгана Міркович, Северина, Харіс Джинович, Аца Лукас і Єлена Карлеуша, виступила на благодійному концерті Горана Бреговича в Олімпійському палаці імені Хуана Антоніо Самаранча в Сараєво. Кошти від концерту були спрямовані на допомогу циганській громаді Боснії та Герцеговини. У місто Лепа Брена прибула за два дні до концерту і встигла прогулятися з друзями по місту. В інтерв'ю Лепа сказала: «Сараєво довго страждало і багато пережило, і я рада, що нарешті бачу позитивних людей і щастя в цьому місті».

## Особисте життя

### Сім'я
7 грудня 1991 року Лепа Брена одружилася з тенісистом Слободаном Живоїновичом, подія активно висвітлювалася по всій колишній Югославії. Весілля відбулося в готелі «Інтерконтиненталь», продюсер Рака Джокич зняв весілля на відеокасету, яка стала незабаром поширюватися країною. Стосунки зі Слободаном активно освітлювалися жовтою пресою, яка часто публікувала провокаційні новини. У Лепи Брено троє дітей: Філіп (від першого шлюбу), Стефан (нар. 1992) і Віктор (1998). За деякими відомостями, Лепа Брена, яка виховувалася як сунітська мусульманка, охрестилася в православну віру під іменем Олена, в чому її часто звинувачує жовта преса.
23 листопада 2000 року її сина Стефана викрали невідомі (як виявилося, це було земунське злочинне угруповання) і зажадали викуп у 2,5 мільйони німецьких марок готівкою. Через п'ять днів хлопчик був звільнений, і Живоїновичі переїхали до США, припинивши будь-які контакти з колективом «Slatki greh». Через це Лепа Брена тимчасово припинила свою кар'єру, присвячуючи більше часу сім'ї. У 2014 році в інтерв'ю вона заявила, що те, що трапилося, стало для неї шоком, від якого вона досі не може відійти.
Живоїновичі проживають в американському штаті Флорида, в Коконат-Крік з 1999 року після бомбардувань НАТО. У Лепи Брени є будинок в Монте-Карло та ще один особняк на острові Фішер. У 2010 році вони з чоловіком викупили п'ятиспальну віллу на одному з островів Маямі вартістю 1,6 мільйона доларів США готівкою. З 1998 року Лепа Брена є однією з співзасновниць «Grand Slam Group and Grand Production».
22 жовтня 2010 трагічно загинув її 82-річний батько Абід Яхич: в рідному Брчко він був збитий автобусом. Похорон відбувся за мусульманським обрядом: на них була присутня Лепа Брена з сім'єю. Як вона потім говорила, перші місяці після загибелі батька стали найважчими моментами в її житті. 21 листопада 2014 не стало і матері, Іфети Яхич. Її поховали за мусульманським обрядом поруч з чоловіком.

## Політичні скандали
У 2009 році Лепа Брена стала героїнею скандалу: 30 травня і 13 червня в Сараєво і Загребі відповідно значна частина боснійців і хорватів бойкотували її концерти. У ті дні в пресі з'явилися фотографії Лепи Брено 1993 року, де вона в місті Брчко позувала в мундирі Армії Республіки Сербської. З огляду на серйозність етнічних розбіжностей протестувальники назвали Фахрету зрадницею, оскільки вона одружилася з сербом, народила двох дітей і дала їм сербські імена. Втім, концерти пройшли без пригод. Сама Лепа стверджує, що вона носила такий костюм в 1990 році на зйомках кліпу «Tamba Lamba» в Африці, а в 1993 році вона просто рятувала своїх батьків з міста. Сама вона називає себе не сербкою і не хорваткою, а югослав'янкою.

## Здоров'я
27 липня 2012 Лепа була госпіталізована до лікарні з діагнозом «венозний тромб», через що скасувала серпневі концерти і припинила діяльність на три місяці. У 2004 році їй вже раніше видаляли тромб з руки.
25 липня 2014 Лепа знову потрапила до лікарні: вона відпочивала в Нові-Вінодольскі і в той день впала зі сходів, зламавши обидві руки. Через п'ять днів її виписали з лікарні, і близько місяця співачка провела в готелі. 2 січня 2015 в Златиборі Лепа знову впала зі сходів, зламавши зап'ястя, але в цей раз їй не було потрібно хірургічне втручання. Проте, вона скасувала концерти в містах Живініце і Травник.

## Визнання
В даний час в містах Нови-Пазар, Крагуєвац, Брехня, Ніш, Ужице (Сербія), Тимішоара (Румунія) і Токіо (Японія) є кілька вулиць і пам'ятних табличок з ім'ям Лепи Брено. Також вона є почесною громадянкою міста Кикинда.

## Дискографія
- 1981 — Čačak, Čačak
- 1982 — Mile voli disko / Миля любить диско
- 1984 — Bato, Bato
- 1985 — Pile moje / Паля
- 1986 — Voli me, voli / Люби мене, любов
- 1986 — Uske pantalone / Вузькі штани
- 1987 — Hajde da se volimo / Давайте займатися любов'ю
- 1989 — Četiri godine / Чотири роки
- 1990 — Boli me uvo za sve / Мені все одно для всіх
- 1991 — Zaljubiška / Я в любові
- 1994 — Ja nemam drugi dom / У мене є другий будинок
- 1995 — Kazna Božija / Вирок Бога
- 1996 — Luda za tobom / Без розуму від тебе
- 2000 — Pomračenje sunca / Сонячне затемнення
- 2008 — Uđi slobodno … / Приєднуйтесь безкоштовно …
- 2011 — Začarani krug / Порочне коло
- 2013 — Izvorne i novokomponovane narodne pesme / Оригінальні і заново складені народні пісні

## Міні-альбоми
- 1983 — Sitnije, Cile, sitnije / Маленький, чилі, маленький
- 1985 — Jedan dan života / Одного разу в житті

## Збірники
- 1990 — Lepa Brena & Slatki Greh / Лепа Брена і група Солодкий Гріх
- 2004 — Lepa Brena (The Best of — Dupli CD) / Лепа Брена (Найкращі пісні)

## Фільмографія

### Кіно
- Жорстка шкіра (1982)
- Немає проблем (1984)
- Водії знову на дорозі (1984)
- Давай закохаємось (1987)
- Давай закохаємось 2 (1989)
- Давай закохаємось 3 (1990)

### Телебачення
- У пізню годину (1982)
- Юговізія (1983)
- Водії 2 (1983)
- Юговізія (1986)
- Образ в образ: Новорічний спеціальний випуск (1991)

## Гастрольні тури
- Mile voli disko Tour (1983)
- Bato, Bato Tour (1984)
- Uđi slobodno Tour (2008-10)
- Začarani krug Tour (2011-15)

## Вибрані концерти
- Концерт в Будинку синдикатів (1987)